# AutoPlay
L'AutoPlay est une fonction du système d'exploitation Microsoft Windows qui examine le contenu d'un périphérique de stockage nouvellement connecté pour en informer l'utilisateur ou exécuter une action préalablement configurée. Son fonctionnement est proche de celui de l'AutoRun mais, contrairement à ce dernier, les paramètres de l'AutoPlay sont configurés sur l'ordinateur de l'utilisateur et non-pas sur le périphérique.
L'AutoPlay existe depuis Windows XP et a été créé pour faciliter l'utilisation des périphériques, nouveaux à l'époque, comme les clés USB, les lecteurs MP3, et les disques durs externes.